# كاتدرائية خيتافي
كاتدرائية خيتافي، هي كنيسة رومانية كاثوليكية تقع في مدينة خيتافي بإسبانيا. استخدم هذا البناء الضخم ككنيسة لمعظم فترة وجوده قبل أن يصبح كاتدرائية في عام 1991 عندما أُنشأت أبرشية خيتافي.
الكنيسة التي صممها ألونسو دي كوفاروبياس وخوان غوميز دي مورا، كانت عاملة في القرن السادس عشر وتوقفت في عام 1770. يعود تاريخ برج الجرس وهو أحد أبراج الكنيسة إلى منتصف القرن الرابع عشر أي أنه أقدم من بناء الكنيسة نفسها وقد بُني على الطراز المدجن ، بينما باقي بناء الكنيسة بُني على عمارة عصر النهضة أو العمارة الباروكية. 